# Thorntonhall
Thorntonhall är en by i South Lanarkshire i Skottland. Byn är belägen 70,3 km 
från Edinburgh. Orten har 710 invånare (2016).